# 랠프 맨자

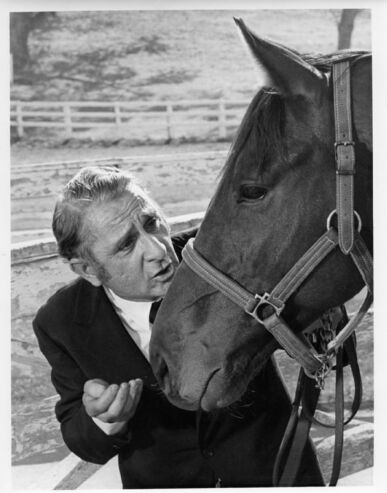

랠프 맨자(Ralph Manza, 1921년 12월 1일 ~ 2000년 1월 31일)는 미국의 배우, 텔레비전 배우이다.
샌프란시스코에서 태어났으며 엔시니터스에서 사망하였다.

## 영화
- 캔트 비 헤븐 (2000년)
- 왓츠 쿠킹 (2000년)
- 룩킨 이탈리안 (1998년)
- 고질라 (1998년)
- 데이브 (1993년)
- 나인 하프 닌자 (1991년)
- 필라델피아 특명 (1984년)
- 구두쇠와 꼬마 숙녀 (1980년)
- 애플 덤플링 갱 2 (1979년)
- 드라큐라 도시로 가다 (1979년)
- 우주에서 온 고양이 (1978년)
- 와일드 파티 (1975년)
- 제12순찰대 (1968년)
- 아이언 사이드 (1967년)
- 털보 가족 (1966년)
- 아빠, 전쟁에서 무슨 일이? (1966년)
- 배트맨 - 66년 TV 시리즈 (1966년)
- 겟 스마트 (1965년)
- 디어 하트 (1964년)
- 이것은 실험이 아니다 (1962년)
- 선셋 77번가 (1958년)
- 페리 메이슨 (1957년)
- 상과 하 (1957년)